# Nur noch ein kleiner Gefallen

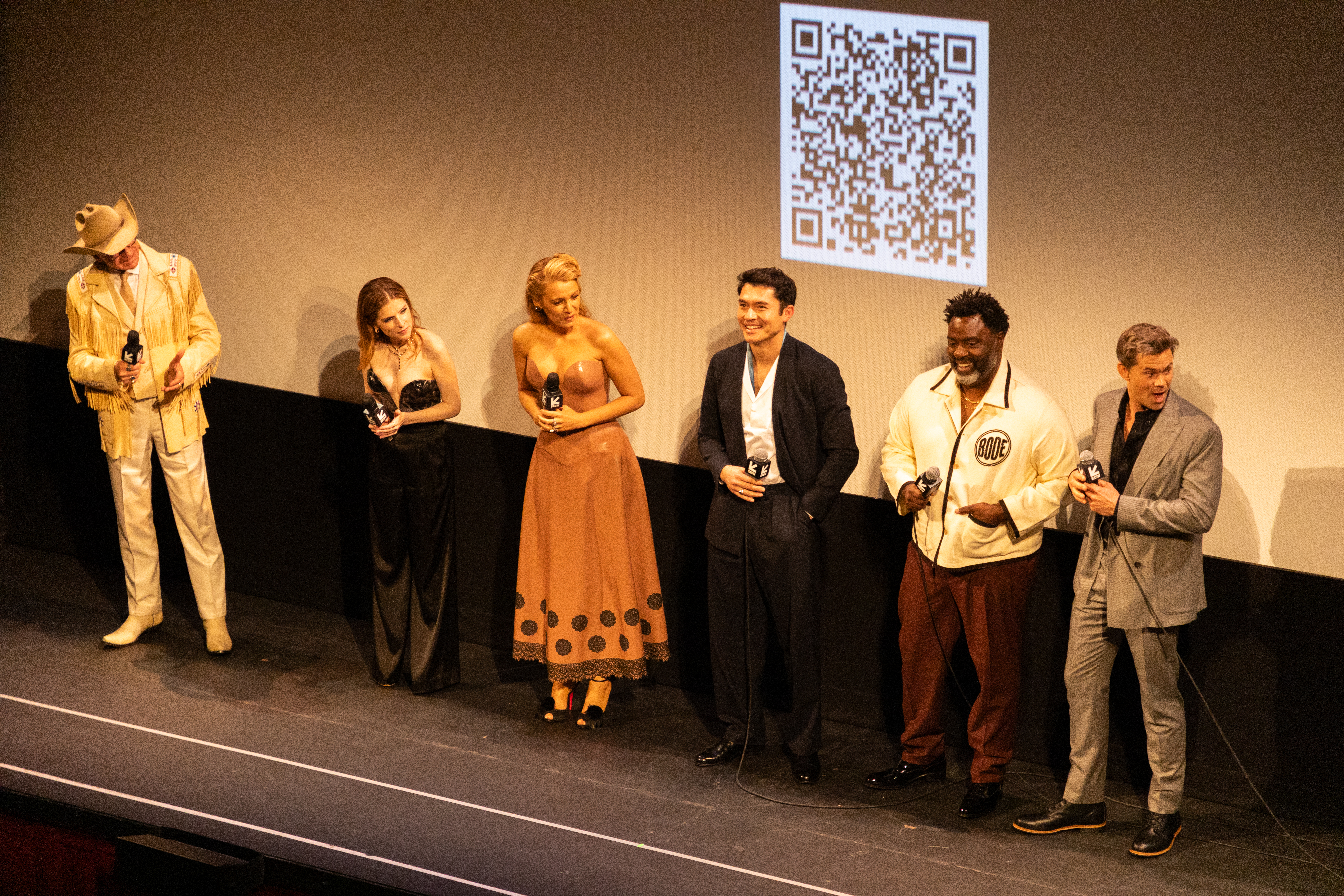
Paul Feig, Anna Kendrick, Blake Lively, Henry Golding, Bashir Salahuddin und Andrew Rannells am South by Southwest-Filmfestival 2025

Nur noch ein kleiner Gefallen (Originaltitel Another Simple Favor) ist ein US-amerikanischer Spielfilm aus dem Jahr 2025 von Regisseur Paul Feig nach einem Drehbuch von Jessica Sharzer und Laeta Kalogridis mit Anna Kendrick und Blake Lively in den Hauptrollen. Der Film ist eine Fortsetzung von Nur ein kleiner Gefallen (2018).

## Handlung
Nach der Haftstrafe von Emily Nelson alias Hope McLanden wegen Mordes an ihrer Zwillingsschwester Faith ist sie wieder auf freiem Fuß. Sie besucht eine Lesung der nunmehr als True-Crime-Autorin tätigen Stephanie Smothers, die damals zu ihrer Verhaftung beigetragen hatte. Stephanie soll Trauzeugin bei Emilys Hochzeit mit Mafioso Dante Versano auf Capri sein.
Nachdem Stephanies Assistentin Vicky darin eine Werbemaßnahme sieht, um die Buchverkäufe anzukurbeln, sagt Stephanie widerwillig zu. In Italien trifft sie Emilys Ex-Mann Sean wieder, mit dem sie eine Affäre hatte. Ihre Mutter Margaret wurde von der Schwiegermutter hergebracht, Tante Linda ist ebenfalls vor Ort, sie war die Hebamme. Bald darauf werden Sean und Dante ermordet, Stephanie wird zur Hauptverdächtigen.
Alle Drillinge haben damals doch überlebt, auch Charity, die ebenfalls auf Capri ist. Linda hatte Charity manipuliert, die sich wiederum für Emily ausgegeben hat, vor allem bei der Hochzeit mit Dante. Charity hat Sean, Dante und die FBI-Agentin umgebracht. Dante war 15 Jahre mit Bartholo zusammen, Emily wollte ihm mit der Hochzeit helfen.
Am Ende erschießt Charity Linda und stößt sie die Klippe im Ort herunter. Emily manipuliert nun Charity, die als Emily ins Gefängnis kommt. Stephanie schreibt ein neues Buch, das ein Bestseller ist.
Emily bekommt einen kleinen Auftrag von ihrer Schwiegermutter, da sie nun zur Familie gehört.

## Besetzung und Synchronisation
Die deutschsprachige Synchronisation übernahm die Arena Synchron. Dialogregie führte Pierre Peters-Arnolds, der auch das Dialogbuch schrieb.
| Rolle                            | Darsteller        | Synchronsprecher   |
| -------------------------------- | ----------------- | ------------------ |
| Emily Nelson / Charity           | Blake Lively      | Kaya Marie Möller  |
| Stephanie Smothers               | Anna Kendrick     | Anne Helm          |
| Tante Linda McLanden             | Allison Janney    | Susanne von Medvey |
| Margaret McLanden                | Elizabeth Perkins | Liane Rudolph      |
| Sean Townsend                    | Henry Golding     | Fabian Oscar Wien  |
| Agent Irene Walker               | Taylor Ortega     | Sarah Riedel       |
| Dante Versano                    | Michele Morrone   | Marios Gavrilis    |
| Darren                           | Andrew Rannells   | Tobias Nath        |
| Det. Antonio Lucchese            | Max Malatesta     | Thomas Schmuckert  |
| Det. Summerville                 | Bashir Salahuddin | Christoph Banken   |
| Nicholas „Nicky“ Townsend-Nelson | Ian Ho            | Ludwig Ott         |
| Portia Versano                   | Elena Sofia Ricci | Bettina Weiß       |
| Stacy                            | Kelly McCormack   | Patrizia Carlucci  |
| Vicky                            | Alex Newell       | Rubina Nath        |

## Produktion und Hintergrund
Der Film wurde von Feigco Entertainment und Lionsgate produziert, Produzenten waren Paul Feig und Laura Fischer. Die Kamera führte John Schwartzman, die Montage verantwortete Brent White, die Musik schrieb Theodore Shapiro. Das Szenenbild gestaltete Martin Whist. Die Dreharbeiten fanden im Frühjahr 2024 statt.

## Veröffentlichung
Premiere war am 7. März 2025 am South by Southwest (SXSW) Film & TV-Festival in Austin im US-Bundesstaat Texas. Im April 2025 sind Vorstellungen beim Miami Film Festival geplant.
Auf Prime Video wurde der Film am 1. Mai 2025 veröffentlicht.

## Musik
- Idealista – Noemi[13]
- You Don’t Own Me – Lesley Gore
- Dramma Italiano – Giovanni Toscano und Lorenzo de Moor
- L’italiano – Toto Cutugno
- Napoli Dentro – The First Time Band ft. Francesco Malapena
- Ore D’Amore – Fred Bongusto
- Once Upon a Time in the West – Ennio Morricone
- Te Voglio Bene Assaje – Alessandra Tumolillo
- O Sarracino – Gianluigi Lembo
- Vitti ’na Crozza – Anita Pititto
- Ce Ne Andiamo da Tufano – Lisa Fusco
- Che t’o dico a fa’ – Angelina Mango

## Rezeption

### Kritiken
Lutz Granert vergab auf filmstarts.de 2,5 von 5 Sternen. Vor allem die Spielfreude der beiden Hauptdarstellerinnen, einige scharf gewürzte Wortgefechte und die hübschen Originalschauplätze verliehen der Produktion einen soliden Unterhaltungswert. Darüber hinaus sei die Krimi-Komödie vor italienischer Urlaubskulisse allerdings etwas konstruiert geraten.
Stefan Brüning bewertete den Film auf filmtoast.de ebenfalls mit 2,5 von 5 Punkten und meinte, wer den ersten Teil mochte, werde auch an der Fortsetzung Gefallen finden, wenn man über einige humoristische Entgleisungen hinwegsehen könne. Die beiden Hauptdarstellerinnen harmonierten erneut hervorragend und die malerischen Kulissen, untermalt von einem flotten Soundtrack, weckten die Lust auf den nächsten Sommerurlaub.
derwatchdog.de (2,5 von 5 Sterne) schrieb, dass es die Fortsetzung versäume, das clever inszenierte Psychospiel fortzuführen. Die Kriminalgeschichte gleiche einem Cocktail aus Agatha Christie, Instagram-Glamour und Seifenoper, ambitioniert gemixt, doch ohne erzählerisches Feingefühl. Es fehle nicht an Einfällen, wohl aber an Takt. Statt Spannung dominiere Spektakel.
Oliver Armknecht (6 von 10 Punkte) meinte auf film-rezensionen.de, dass der Film diesmal deutlich mehr Komödie als Thriller sei, verheddere sich auch in einer völlig bescheuerten Geschichte, die zu einer zu langen Laufzeit führe. Das spielfreudige Ensemble und das schicke Setting gleichten das zum Teil wieder aus.
Die österreichische Programmzeitschrift TV-Media (drei von vier Punkte) befand, dass am Ende sich so oft geändert habe, wer mit wem unter einer Decke steckt, dass einem schwindelig werde. Doch das sei genau der Spaß an der Sache, zwar weniger perfide und überraschend als in Teil eins, dafür aber noch selbstironischer.

### Abrufe
Laut digital i wurde der Film im Mai 2025 von 1,536 Millionen deutschen Haushalten gesehen und lag damit hinter A Working Man (Prime Video) und Exterritorial (Netflix) auf Platz drei der meistgesehenen Streaming-Filme des Monats.